# هينك روجرز
هينك روجرز (بالهولندية: Henk Rogers)‏ هو مبرمج هولندي، ولد في 24 ديسمبر 1953 في أمستردام في هولندا.